# Dutch Open 2003 - Qualificazioni singolare
Le qualificazioni del singolare  del Dutch Open 2003 sono state un torneo di tennis preliminare per accedere alla fase finale della manifestazione. I vincitori dell'ultimo turno sono entrati di diritto nel tabellone principale. In caso di ritiro di uno o più giocatori aventi diritto a questi sono subentrati i lucky loser, ossia i giocatori che hanno perso nell'ultimo turno ma che avevano una classifica più alta rispetto agli altri partecipanti che avevano comunque perso nel turno finale.
Le qualificazioni del torneo Dutch Open 2003 prevedevano 32 partecipanti di cui 4 sono entrati nel tabellone principale.

## Teste di serie
1. Óscar Hernández (Qualificato)
2. Paul Baccanello (primo turno)
3. Nicolas Coutelot (ultimo turno)
4. Joan Balcells (secondo turno)

1. Andrea Gaudenzi (secondo turno)
2. Bohdan Ulihrach (primo turno)
3. Juan-Albert Viloca-Puig (secondo turno)
4. Gorka Fraile (secondo turno)

## Qualificati
1. Óscar Hernández
2. Jaroslav Levinský

1. Stan Wawrinka
2. Hugo Armando

## Tabellone

### Legenda
| - Q = Qualificato - WC = Wild card - LL = Lucky loser | - ALT = Alternate - SE = Special Exempt - PR = Protected Ranking | - w/o = Walkover - r = Ritirato - d = Squalificato |

### Sezione 1
|  | Primo turno          | Primo turno          | Primo turno          | Primo turno | Primo turno |  |  | Secondo turno  | Secondo turno   | Secondo turno  | Secondo turno | Secondo turno |   |   | Ultimo turno | Ultimo turno    | Ultimo turno    | Ultimo turno | Ultimo turno |  |
|  |                      |                      |                      |             |             |  |  |                |                 |                |               |               |   |   |              |                 |                 |              |              |  |
|  | 1                    | Óscar Hernández      | Óscar Hernández      | 6           | 6           |  |  |                |                 |                |               |               |   |   |              |                 |                 |              |              |  |
|  |                      | Jan Weinzierl        | Jan Weinzierl        | 1           | 0           |  |  | 1              | Óscar Hernández | 63             | 6             | 6             |   |   |              |                 |                 |              |              |  |
|  | Gabriel Trifu        | Gabriel Trifu        | Gabriel Trifu        | 6           | 6           |  |  |                | Gabriel Trifu   | 7              | 4             | 2             |   |   |              |                 |                 |              |              |  |
|  | Ashley Fisher        | Ashley Fisher        | Ashley Fisher        | 1           | 3           |  |  |                |                 |                |               |               |   |   | 1            | Óscar Hernández | Óscar Hernández | 6            | 6            |  |
|  | Andreas Kauntz       | Andreas Kauntz       | Andreas Kauntz       | 6           | 6           |  |  |                |                 |                | Edwin Kempes  | Edwin Kempes  | 4 | 3 |              |                 |                 |              |              |  |
|  | Daniel Lencina-Ribes | Daniel Lencina-Ribes | Daniel Lencina-Ribes | 3           | 1           |  |  | Andreas Kauntz | Andreas Kauntz  | Andreas Kauntz | 3             | 1             |   |   |              |                 |                 |              |              |  |
|  |                      | Edwin Kempes         | Edwin Kempes         | 7           | 6           |  |  | Edwin Kempes   | Edwin Kempes    | Edwin Kempes   | 6             | 6             |   |   |              |                 |                 |              |              |  |
|  | 6                    | Bohdan Ulihrach      | Bohdan Ulihrach      | 5           | 3           |  |  |                |                 |                |               |               |   |   |              |                 |                 |              |              |  |

### Sezione 2
|  | Primo turno       | Primo turno          | Primo turno      | Primo turno | Primo turno |  |  | Secondo turno   | Secondo turno     | Secondo turno     | Secondo turno     | Secondo turno     |   |   | Ultimo turno | Ultimo turno | Ultimo turno | Ultimo turno | Ultimo turno |  |
|  |                   |                      |                  |             |             |  |  |                 |                   |                   |                   |                   |   |   |              |              |              |              |              |  |
|  |                   | Mounir El Aarej      | 3                | 6           | 6           |  |  |                 |                   |                   |                   |                   |   |   |              |              |              |              |              |  |
|  | 2                 | Paul Baccanello      | 6                | 2           | 3           |  |  | Mounir El Aarej | Mounir El Aarej   | Mounir El Aarej   | 4                 | 63                |   |   |              |              |              |              |              |  |
|  | Xavier Pujo       | Xavier Pujo          | Xavier Pujo      | 6           | 6           |  |  | Xavier Pujo     | Xavier Pujo       | Xavier Pujo       | 6                 | 7                 |   |   |              |              |              |              |              |  |
|  | Steven Korteling  | Steven Korteling     | Steven Korteling | 4           | 2           |  |  |                 |                   |                   |                   |                   |   |   | Xavier Pujo  | Xavier Pujo  | Xavier Pujo  | 64           | 2            |  |
|  | Jaroslav Levinský | Jaroslav Levinský    | 6                | 5           | 7           |  |  |                 |                   | Jaroslav Levinský | Jaroslav Levinský | Jaroslav Levinský | 7 | 6 |              |              |              |              |              |  |
|  | Juan Giner        | Juan Giner           | 1                | 7           | 62          |  |  |                 | Jaroslav Levinský | 3                 | 6                 | 6                 |   |   |              |              |              |              |              |  |
|  | 8                 | Gorka Fraile         | 6                | 3           | 6           |  |  | 8               | Gorka Fraile      | 6                 | 3                 | 4                 |   |   |              |              |              |              |              |  |
|  |                   | Melvyn Op Der Heijde | 3                | 6           | 4           |  |  |                 |                   |                   |                   |                   |   |   |              |              |              |              |              |  |

### Sezione 3
|  | Primo turno      | Primo turno             | Primo turno             | Primo turno | Primo turno |  |  | Secondo turno | Secondo turno           | Secondo turno    | Secondo turno | Secondo turno |   |   | Ultimo turno | Ultimo turno     | Ultimo turno | Ultimo turno | Ultimo turno |  |
|  |                  |                         |                         |             |             |  |  |               |                         |                  |               |               |   |   |              |                  |              |              |              |  |
|  | 3                | Nicolas Coutelot        | Nicolas Coutelot        | 6           | 6           |  |  |               |                         |                  |               |               |   |   |              |                  |              |              |              |  |
|  |                  | Gero Kretschmer         | Gero Kretschmer         | 1           | 1           |  |  | 3             | Nicolas Coutelot        | Nicolas Coutelot | 6             | 6             |   |   |              |                  |              |              |              |  |
|  | Andrés Schneiter | Andrés Schneiter        | 6                       | 3           | 6           |  |  |               | Andrés Schneiter        | Andrés Schneiter | 3             | 1             |   |   |              |                  |              |              |              |  |
|  | Nicolas Devilder | Nicolas Devilder        | 4                       | 6           | 4           |  |  |               |                         |                  |               |               |   |   | 3            | Nicolas Coutelot | 6            | 1            | 68           |  |
|  | Stan Wawrinka    | Stan Wawrinka           | Stan Wawrinka           | 7           | 6           |  |  |               |                         |                  | Stan Wawrinka | 4             | 6 | 7 |              |                  |              |              |              |  |
|  | Mehdi Tahiri     | Mehdi Tahiri            | Mehdi Tahiri            | 5           | 4           |  |  |               | Stan Wawrinka           | 63               | 6             | 6             |   |   |              |                  |              |              |              |  |
|  | 7                | Juan-Albert Viloca-Puig | Juan-Albert Viloca-Puig | 6           | 6           |  |  | 7             | Juan-Albert Viloca-Puig | 7                | 4             | 4             |   |   |              |                  |              |              |              |  |
|  |                  | Emilio Benfele Álvarez  | Emilio Benfele Álvarez  | 2           | 3           |  |  |               |                         |                  |               |               |   |   |              |                  |              |              |              |  |

### Sezione 4
|  | Primo turno   | Primo turno        | Primo turno        | Primo turno | Primo turno |  |  | Secondo turno | Secondo turno   | Secondo turno   | Secondo turno | Secondo turno |   |   | Ultimo turno | Ultimo turno | Ultimo turno | Ultimo turno | Ultimo turno |  |
|  |               |                    |                    |             |             |  |  |               |                 |                 |               |               |   |   |              |              |              |              |              |  |
|  | 4             | Joan Balcells      | 4                  | 6           | 6           |  |  |               |                 |                 |               |               |   |   |              |              |              |              |              |  |
|  |               | Edgardo Massa      | 6                  | 3           | 4           |  |  | 4             | Joan Balcells   | 65              | 6             | 3             |   |   |              |              |              |              |              |  |
|  | Hugo Armando  | Hugo Armando       | 7                  | 3           | 6           |  |  |               | Hugo Armando    | 7               | 3             | 6             |   |   |              |              |              |              |              |  |
|  | Michel Koning | Michel Koning      | 64                 | 6           | 3           |  |  |               |                 |                 |               |               |   |   | Hugo Armando | Hugo Armando | Hugo Armando | 6            | 6            |  |
|  | Paul Logtens  | Paul Logtens       | Paul Logtens       | 6           | 6           |  |  |               |                 | Paul Logtens    | Paul Logtens  | Paul Logtens  | 1 | 1 |              |              |              |              |              |  |
|  | Jasper Smit   | Jasper Smit        | Jasper Smit        | 3           | 2           |  |  |               | Paul Logtens    | Paul Logtens    | 6             | 6             |   |   |              |              |              |              |              |  |
|  | 5             | Andrea Gaudenzi    | Andrea Gaudenzi    | 6           | 6           |  |  | 5             | Andrea Gaudenzi | Andrea Gaudenzi | 3             | 1             |   |   |              |              |              |              |              |  |
|  |               | Alexander Nonnekes | Alexander Nonnekes | 1           | 4           |  |  |               |                 |                 |               |               |   |   |              |              |              |              |              |  |